# Лев Когут
Лев Когут (7 лютого 1878, Чернівці — 26 жовтня 1947, Грац, Австрія) — український громадсько-політичний діяч, журналіст, видавець.

## Біографія
Народився 7 лютого 1878 року в м. Чернівці (нині обласний центр України).
У 1898 році закінчив гімназію, у 1904 — Чернівецький університет, після чого працював у Чернівцях адвокатом. Ще за студентських років проводив активну громадську діяльність. Власним коштом купував і розповсюджував українські книжки на Буковині.
Лев Когут у 1902—1903 pp. редагував газети Революційної української партії («Гасло», «Селянин») та окремі брошури що виходили в Чернівцях. Був співзасновником та першим директором «Селянської каси» з 1903 року. Співзасновник і діяч Української народної організації Буковини (1922—1927), віце-президент Української національної партії (1927—1938). Видавав численні статті на економічні і культурні теми. Автор окремих праць. Впродовж 1920-х років редагував численні часописи.
Помер як емігрант у Граці, Австрія.